# Embraer 195

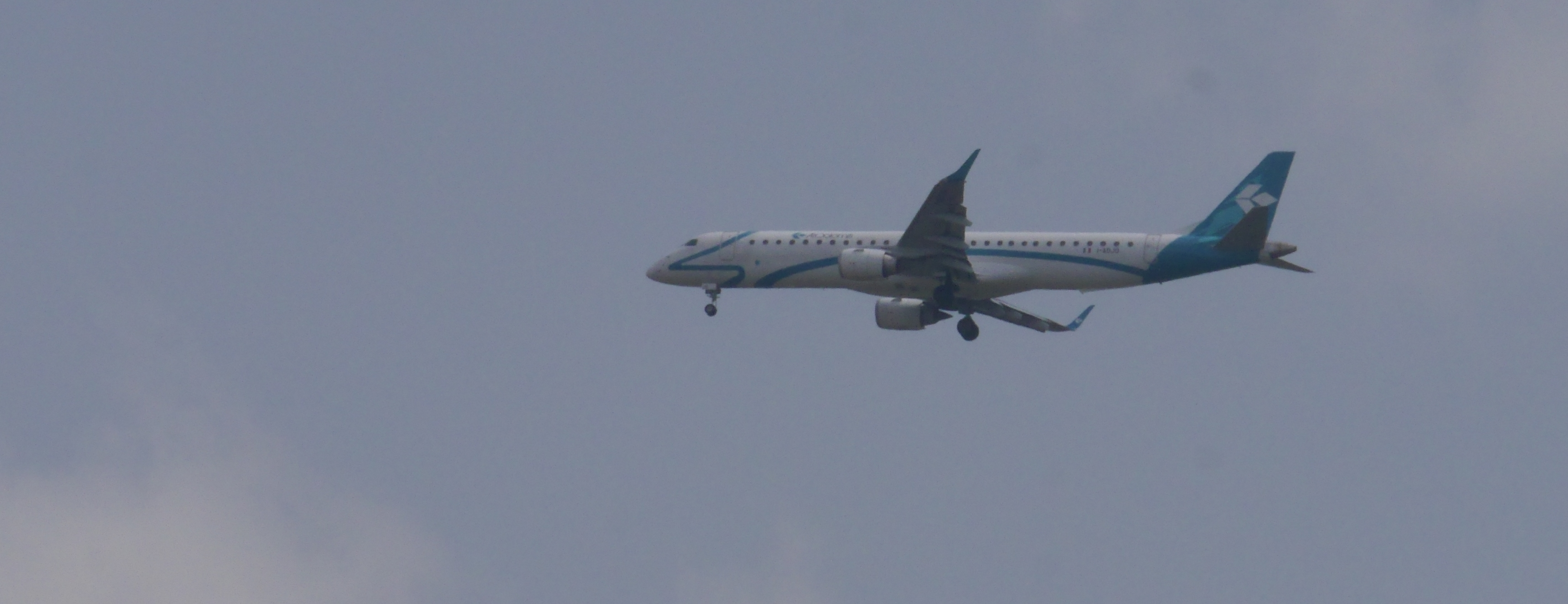
Embraer 195 dalla Air Dolomiti

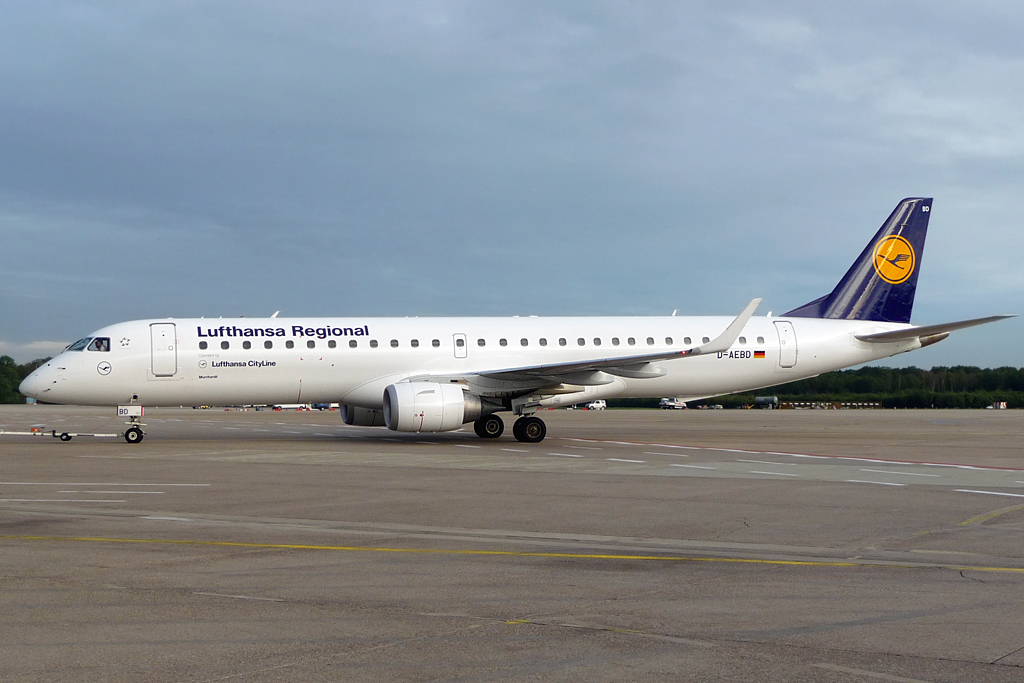
Lufthansa Regional E195LR

L'Embraer 195 è un bimotore di linea regionale ad ala bassa prodotto dall'azienda brasiliana Embraer negli anni duemila con capacità da 108 a 120 passeggeri.

## Storia del progetto
Ad oggi è il più grande aereo costruito dall'azienda brasiliana, potendo trasportare fino a 120 passeggeri. La sua propulsione deriva da due motori GE CF34-10E e il suo ponte passeggeri può essere allestito per una o due classi. Potendo trasportare 13.530 kg di cargo, l'EMB-195 offre la migliore relazione tra economia e prestazioni.
La nuova famiglia di aerei, gli EMBRAER 170/190, hanno come target le compagnie aeree che hanno bisogno di aerei da 70 a 110 posti. L'ERJ-195 è il quarto prodotto di questa famiglia di jet commerciali e il più capace. Offre inoltre un ampio spazio di cabina e di compartimento bagagli proporzionando economia operazionale, prestazioni e affidabilità.
La certificazione dell'Embraer 195 è arrivata il 30 giugno 2006 da parte dell'Agenzia nazionale dell'aviazione civile brasiliana (ANAC), pochi giorni dopo anche l'European Aviation Safety Agency (EASA) certifica questo modello rendendolo idoneo al volo nei cieli europei.
È interessante notare che la compagnia aerea italiana Air Dolomiti è stata launch customer italiano per l'EMB-195 nel 2009 con 10 aeromobili nella versione da 116 posti.
Con i suoi 100 posti e la sua avionica avanzata si colloca nella stessa categoria dei Boeing 717-200 e 737-600, degli Airbus A318-100 e dei Bombardier CRJ900/CRJ1000 e Bombardier CS100/CS300.

## Versioni
195 STD

195 LR

195 AR

195-E2
La seconda generazione, annunciata nel 2011 ed entrata in servizio nel 2019.

## Utilizzatori
Al settembre 2021, dei 201 esemplari consegnati (di 195 e 195-E2), 187 sono operativi.
Al 2020 gli utilizzatori (di 195 e 195-E2) sono: 
- Azul Linhas Aéreas (58 esemplari)
- Tianjin Airlines (20 esemplari)
- Austrian Airlines (17 esemplari)
- Air Dolomiti (19 esemplari)
- LOT Polish Airlines (15 esemplari)
- Belavia (10 esemplari)
- Air Europa Express (7 esemplari)
- Bamboo Airways (5 esemplari)
- Binter Canarias (5 esemplari)
- Air Peace (4 esemplari)
- Helvetic Airways (4 esemplari)
- KLM Cityhopper (4 esemplari)
- TAP Express (4 esemplari)
- Arkia (3 esemplari)
- Breeze Airways (3 esemplari)
- Air Burkina (2 esemplari)
- Air Montenegro (2 esemplari)
- CIAF Leasing (2 esemplari)
- Lufthansa CityLine (2 esemplari)
- Royal Jordanian (2 esemplari)
- Ukraine International Airlines (2 esemplari)
- Aurigny Air Services (1 esemplare)
- Lumiwings (1 esemplare)